# Araneus lateriguttatus
Araneus lateriguttatus là một loài nhện trong họ Araneidae.
Loài này thuộc chi Araneus. Araneus lateriguttatus được Ferdinand Karsch miêu tả năm 1879.